# 乐约乡
乐约乡，是中华人民共和国四川省凉山彝族自治州美姑县曾经下辖的一个乡。2021年1月12日，撤销乐约乡，将其所属行政区域划归柳洪乡管辖。

## 行政区划
乐约乡撤销前下辖以下地区：
乐约村、波莫村、巴姑村、三地村、麻吉硕峨村和则祖洛嘎村。